# Фреш-Понд-роуд (линия Мертл-авеню, Би-эм-ти)
|   |   |   |   |
| · | · | · | · |

|   |   |   |   |
| · | · | · | · |

«Фреш-Понд-роуд» (англ. Fresh Pond Road) — станция Нью-Йоркского метрополитена, расположенная на линии Мертл-авеню, Би-эм-ти. Станция находится в Куинсе, в округе Риджвуд, на пересечении Фреш-Понд-роуд и 67-й авеню. На станции останавливается маршрут M (круглосуточно).
Станция была открыта 9 августа 1915 года в составе четвёртой очереди линии Мертл-авеню, Би-эм-ти и является самой "молодой" станций этой линии (как две соседние, открывшиеся того же числа). Она расположена на двухпутном участке линии и представлена одной островной платформой. Платформа несколько шире, чем стандартная платформа в подземке. Это обусловлено тем, что раньше эта станция была важным пересадочным пунктом с метро на городской трамвай до Флашинга. Трамвайный маршрут заменен автобусным (Q58) начиная с 17 июля 1949 года. Имеется навес, расположенный во всю длину платформы (кроме небольшого участка с западного конца платформы), который поддерживают два ряда колонн. Название станции представлено в стандартном виде: черные таблички с белой надписью на колоннах и стендах. Рядом со станцией расположен автобусный парк Фреш-Понд.
Станция имеет единственный выход. С каждой платформы лестницы спускаются в вестибюль, расположенный на уровне улицы. В вестибюле располагается турникетный павильон. Оттуда в город ведут два комплекта дверей. Первый приводит к перекрестку Фреш-Понд-роуд и 67-й авеню, тогда как второй — к 62-й улице и 67-й авеню.
К востоку от станции располагается метродепо Фреш-Понд. Тем не менее оно устроено так, что поезда оттуда могут выезжать только на станцию Мидл-Виллидж — Метрополитан-авеню (соседняя станция), и только потом следовать в сторону Манхэттена.